# Zápas na Letních olympijských hrách 1980 – muži, volný styl do 57 kg
Zápas ve volném stylu ve váhové kategorii do 57 kg probíhal na Letních olympijských hrách 1980 v Moskvě, v atletické hale CSKA Moskva. O medaile se utkalo celkem 16 zápasníků.

## Turnajové výsledky
Za prohru zápasníci získávají záporné body. 6 bodů vyřazuje zápasníka z dalších bojů. Poté, co zbývají poslední tři borci, utkají se tito ve finálovém kole o medaile.
Legenda
- TF — Lopatkové vítězství
- IN — Vítězství pro soupeřovo zranění
- DQ — Vítězství pro soupeřovu pasivitu
- D1 — Vítězství pro soupeřovu pasivitu, vítěz taktéž napomínán
- D2 — Oba zápasníci diskvalifikováni pro pasivitu
- FF — Kontumační vítězství
- DNA — Soupeř nenastoupil
- TPP — Trestné body celkem
- MPP — Trestné body za zápas

Sankce
- 0 - Lopatkové vítězství, technická převaha, pro pasivitu, zranění soupeře, nenastoupení
- 0,5 - Výhra na body, 8-11 bodů rozdíl
- 1 - Výhra na body, 1-7 bodů rozdíl
- 2 - Výhra pro pasivitu, vítěz taktéž napomínán
- 3 - Prohra na body, 1-7 body rozdíl
- 3,5 - Prohra na body, 8-11 bodů rozdílu
- 4 - Prohra lopatková, technickou převahu, pro pasivitu, zranění, nenastoupení

### Kolo 1
| TPP | MPP |                              | Score     |                           | MPP | TPP |
| --- | --- | ---------------------------- | --------- | ------------------------- | --- | --- |
| 4   | 4   | Cris Brown (AUS)             | TF / 7:41 | Li Ho-pchjong (PRK)       | 0   | 0   |
| 0   | 0   | Wiesław Kończak (POL)        | 24 - 3    | Amrik Singh Gill (GBR)    | 4   | 4   |
| 0   | 0   | Sergej Beloglazov (URS)      | TF / 4:46 | Ivan Cočev (BUL)          | 4   | 4   |
| 0   | 0   | Antonio La Bruna (ITA)       | DQ / 7:28 | Mahmoud El-Messouti (SYR) | 4   | 4   |
| 0   | 0   | Sándor Németh (HUN)          | TF / 6:48 | Karim Muhsin (IRQ)        | 4   | 4   |
| 0   | 0   | Juan Rodríguez (CUB)         | DQ / 7:23 | Pham Van Ty (VIE)         | 4   | 4   |
| 1   | 1   | Carlos Hurtado (PER)         | 12 - 11   | Mohammad Halilula (AFG)   | 3   | 3   |
| 1   | 1   | Dugarsürengín Ojúnbold (MGL) | 10 - 10   | Aurel Neagu (ROU)         | 3   | 3   |

### Kolo 2
| TPP | MPP |                         | Score     |                              | MPP | TPP |
| --- | --- | ----------------------- | --------- | ---------------------------- | --- | --- |
| 8   | 4   | Cris Brown (AUS)        | 1 - 33    | Wiesław Kończak (POL)        | 0   | 0   |
| 0   | 0   | Li Ho-pchjong (PRK)     | DQ / 5:03 | Amrik Singh Gill (GBR)       | 4   | 8   |
| 0   | 0   | Sergej Beloglazov (URS) | TF / 2:05 | Antonio La Bruna (ITA)       | 4   | 4   |
| 4   | 0   | Ivan Cočev (BUL)        | TF / 4:26 | Mahmoud El-Messouti (SYR)    | 4   | 8   |
| 1   | 1   | Sándor Németh (HUN)     | 9 - 7     | Juan Rodríguez (CUB)         | 3   | 3   |
| 4   | 0   | Karim Muhsin (IRQ)      | TF / 5:59 | Pham Van Ty (VIE)            | 4   | 8   |
| 5   | 4   | Carlos Hurtado (PER)    | TF / 2:08 | Dugarsürengín Ojúnbold (MGL) | 0   | 1   |
| 7   | 4   | Mohammad Halilula (AFG) | FF        | Aurel Neagu (ROU)            | 0   | 3   |

### Kolo 3
| TPP | MPP |                         | Score     |                              | MPP | TPP |
| --- | --- | ----------------------- | --------- | ---------------------------- | --- | --- |
| 1   | 1   | Li Ho-pchjong (PRK)     | 9 - 5     | Wiesław Kończak (POL)        | 3   | 3   |
| 0   | 0   | Sergej Beloglazov (URS) | TF / 1:36 | Sándor Németh (HUN)          | 4   | 5   |
| 4   | 0   | Ivan Cočev (BUL)        | 13 - 1    | Antonio La Bruna (ITA)       | 4   | 8   |
| 4   | 0   | Karim Muhsin (IRQ)      | TF / 1:49 | Carlos Hurtado (PER)         | 4   | 9   |
| 7   | 4   | Juan Rodríguez (CUB)    | IN / 0:39 | Dugarsürengín Ojúnbold (MGL) | 0   | 1   |
| 3   |     | Aurel Neagu (ROU)       |           | Bye                          |     |     |

### Kolo 4
| TPP | MPP |                       | Score     |                              | MPP | TPP |
| --- | --- | --------------------- | --------- | ---------------------------- | --- | --- |
| 6   | 3   | Aurel Neagu (ROU)     | 3 - 10    | Li Ho-pchjong (PRK)          | 1   | 2   |
| 7   | 4   | Wiesław Kończak (POL) | TF / 3:23 | Sergej Beloglazov (URS)      | 0   | 0   |
| 4   | 0   | Ivan Cočev (BUL)      | TF / 6:40 | Sándor Németh (HUN)          | 4   | 9   |
| 8   | 4   | Karim Muhsin (IRQ)    | TF / 2:01 | Dugarsürengín Ojúnbold (MGL) | 0   | 1   |

### Kolo 5
| TPP | MPP |                     | Score     |                              | MPP | TPP |
| --- | --- | ------------------- | --------- | ---------------------------- | --- | --- |
| 6   | 4   | Li Ho-pchjong (PRK) | TF / 1:12 | Sergej Beloglazov (URS)      | 0   | 0   |
| 7   | 3   | Ivan Cočev (BUL)    | 6 - 9     | Dugarsürengín Ojúnbold (MGL) | 1   | 2   |

### Finále
Výsledky z předchozích kol se započítávají do finále (žlutě zvýrazněno).
| TPP | MPP |                         | Score     |                              | MPP | TPP |
| --- | --- | ----------------------- | --------- | ---------------------------- | --- | --- |
|     | 4   | Li Ho-pchjong (PRK)     | TF / 1:12 | Sergej Beloglazov (URS)      | 0   |     |
| 5   | 1   | Li Ho-pchjong (PRK)     | 7 - 7     | Dugarsürengín Ojúnbold (MGL) | 3   |     |
| 0   | 0   | Sergej Beloglazov (URS) | DQ / 7:00 | Dugarsürengín Ojúnbold (MGL) | 4   | 7   |

## Finálové pořadí
1. Sergej Beloglazov (URS)
2. Li Ho-pchjong (PRK)
3. Dugarsürengín Ojúnbold (MGL)
4. Ivan Cočev (BUL)
5. Aurel Neagu (ROU)
6. Wiesław Kończak (POL)
7. Karim Muhsin (IRQ)
8. Sándor Németh (HUN)